# 長野県道263号川合中畑線
長野県道263号川合中畑線（ながのけんどう263ごう かわいなかはたせん）は、長野県木曽郡木曽町福島を走る一般県道。木曽川の左岸を通過する国道19号とは違い、こちらは木曽川の右岸を通過する。

## 概要

### 路線データ
- 起点：木曽郡木曽町大字福島字川合（長野県道20号開田三岳福島線交点）
- 終点：木曽郡木曽町大字福島字中畑（国道361号旧道交点）

## 通過する自治体
- 長野県
  - 木曽郡木曽町

## 交差する道路
- 長野県道20号開田三岳福島線（起点）
- 国道361号旧道（終点）